# Banquisa

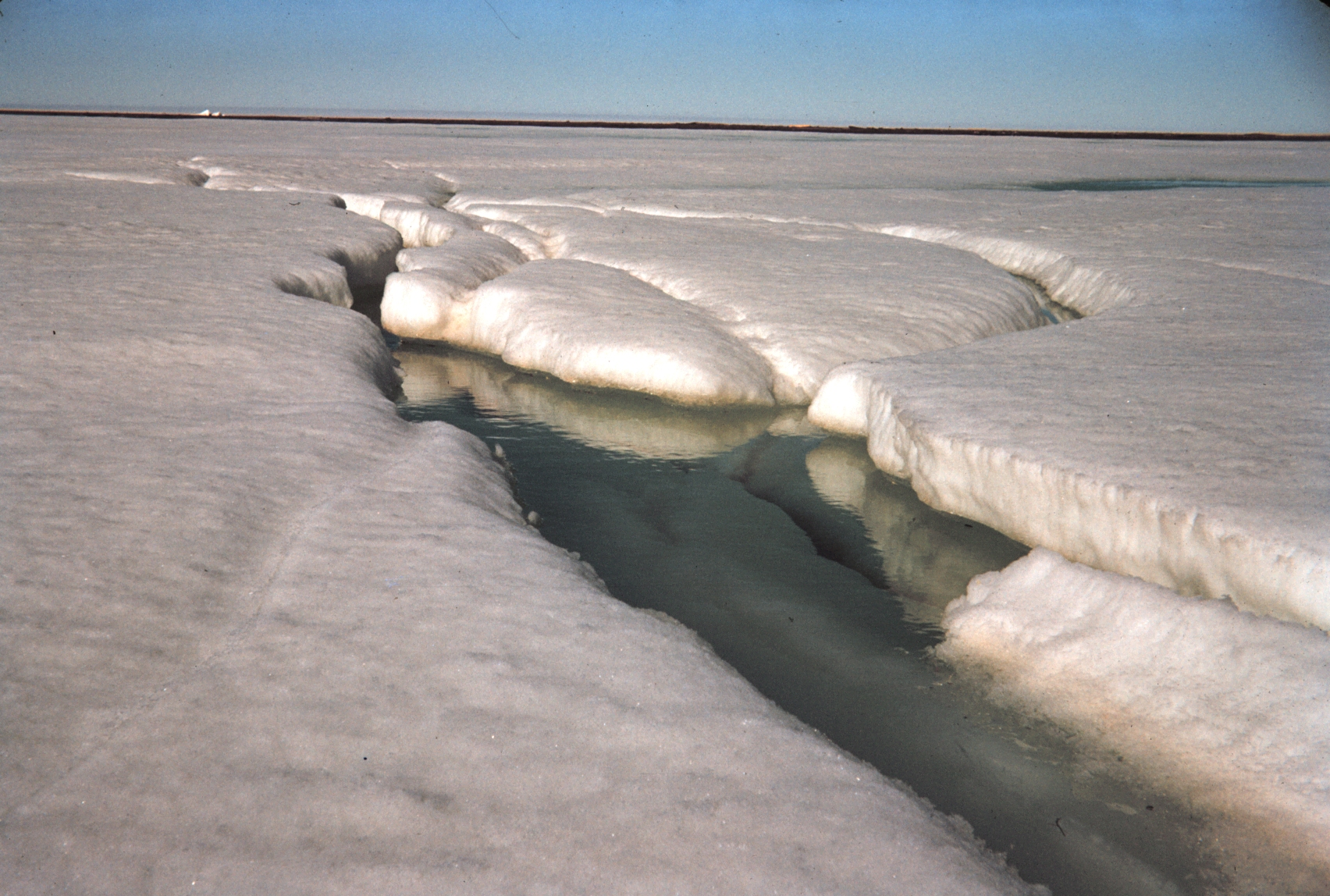
Fusión de la banquisa

La banquisa o hielo marino es una capa de hielo flotante que se forma en las regiones oceánicas polares. Su espesor típico se sitúa entre un metro cuando se renueva cada año y 4 o 6 metros cuando persiste en el tiempo, como ocurre en la región ártica más próxima al polo o a las cimas. Excepcionalmente se forman engrosamientos locales de hasta 21 metros de espesor. En muchas ocasiones está constituida por bloques de hielo fracturados que han sido nuevamente soldados.
Gran parte del hielo marino del mundo está encerrado en los casquetes polares de lasregiones polares de la Tierra: el casquete polar ártico del océano Ártico y el casquete polar antártico del océano Antártico. Los paquetes polares experimentan un importante ciclo anual en su extensión superficial, un proceso natural del que depende la ecología del Ártico, incluyendo los ecosistemas oceánicos. Debido a la acción de los vientos, las corrientes y las fluctuaciones de temperatura, el hielo marino es muy dinámico, lo que da lugar a una gran variedad de tipos y características del hielo. El hielo marino puede contrastarse con los icebergs, que son trozos de bandejas de hielo o glaciares que se desprenden del hielo en el océano. Dependiendo de su ubicación, las extensiones de hielo marino también pueden incorporar icebergs.

Oscilación anual de la extensión de la banquisa (blanco)

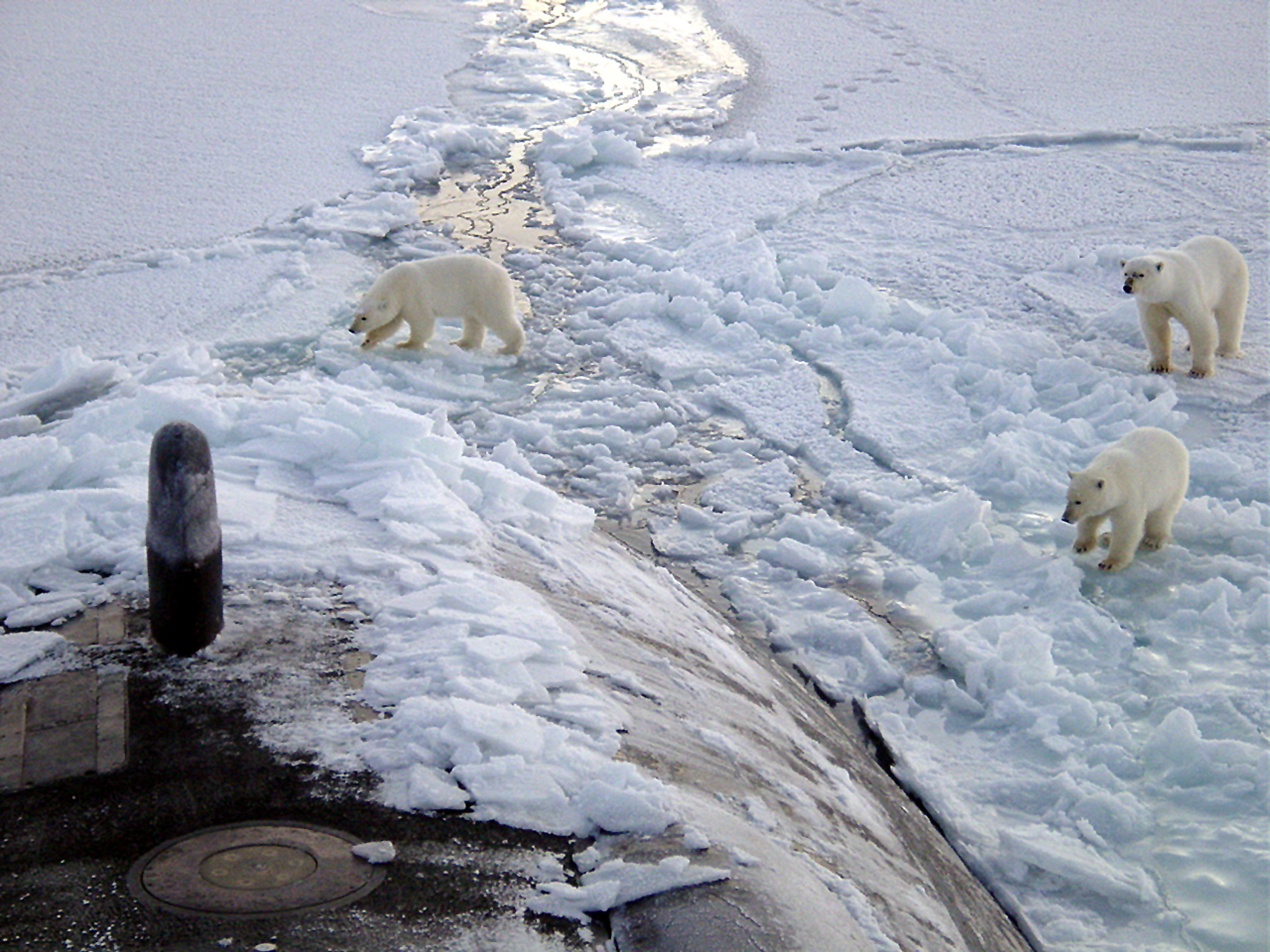
Osos polares curioseando un submarino nuclear

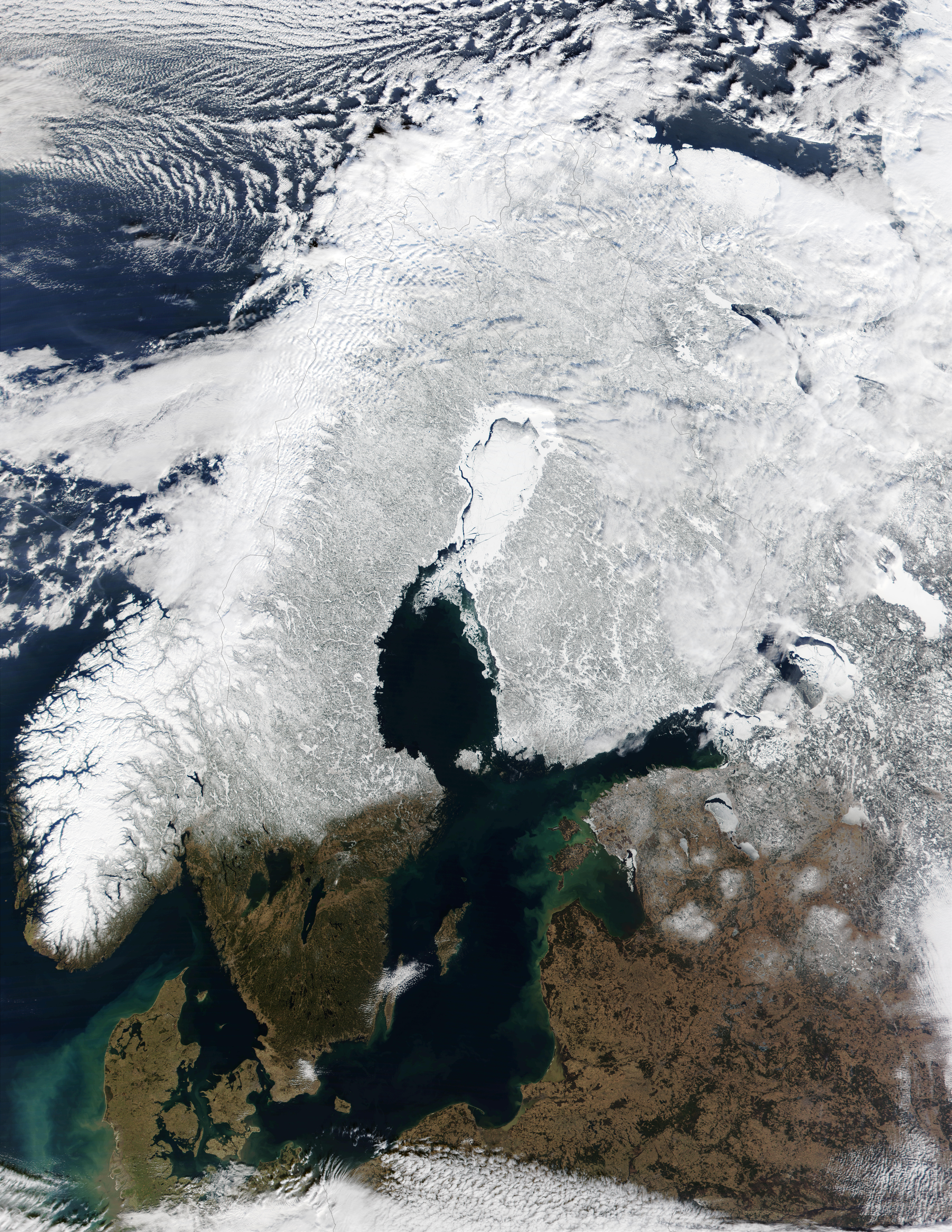
Vista de satélite de Fenoscandia con banquisa en la bahía de Botnia, en marzo.

## Formación
La causa primaria es el congelamiento desde la superficie, pero también puede contribuir la precipitación en forma de nieve, precipitación que siempre es escasa en las regiones polares, sometidas permanentemente a la influencia de las altas presiones debidas al vórtice polar. También resulta muy importante la formación de escarcha por la baja temperatura que hace sublimar inversamente la humedad atmosférica en la zona polar. El agua se congela en la superficie, porque el agua del fondo no se enfría lo necesario, dado el enorme calor específico del agua y su correlativa resistencia al cambio de temperatura. Para que la solidificación comience se requieren –1,8 °C, a causa del descenso crioscópico, que es la disminución del punto de fusión/solidificación que acompaña a la salinidad. Se forman primero pequeños cristales lenticulares de agua pura, que van luego reuniéndose. Al final la banquisa queda formada por un agregado de hielo de agua con un relleno de salmuera en las grietas.

## Características generales y dinámica

Escenario hipotético de la dinámica del hielo marino que muestra algunas de las características más comunes del hielo marino

El hielo marino no se limita a crecer y derretirse. Durante su vida útil, es muy dinámico. Debido a la acción combinada de los vientos, las corrientes, la temperatura del agua y las fluctuaciones de la temperatura del aire, las extensiones de hielo marino suelen sufrir una importante deformación. El hielo marino se clasifica según su capacidad de deriva o no, y según su edad.

### Hielo rápido frente a hielo a la deriva (o pack)
El hielo marino puede clasificarse en función de si está adherido (o congelado) a la costa (o entre bancos o a icebergs encallados). Si está adherido, se denomina hielo terrestre, o más a menudo, hielo fijo. Por otro lado, y a diferencia del hielo rápido, el hielo a la deriva se encuentra más lejos de la costa en zonas muy amplias, y abarca el hielo que se mueve libremente con las corrientes y los vientos. El límite físico entre el hielo rápido y el hielo a la deriva es el límite del hielo rápido. La zona de hielo a la deriva puede dividirse a su vez en una zona de cizalladura, una zona de hielo marginal y un paquete central. El hielo a la deriva está formado por témpanos, trozos individuales de hielo marino 20 metros (65,6 pies) o más grandes. Hay nombres para varios tamaños de témpanos: pequeño - 20 a 100 m (65,6 a 328,1 pies); mediano - 100 a 500 m (328,1 a 1640,4 pies); grande -  500 a 2000 m ; enorme -  2 a 10 km ; y gigante - más de  10 km . El término hielo compacto se utiliza como sinónimo de hielo a la deriva, o para designar la zona de hielo a la deriva en la que los témpanos están densamente empaquetados. La cubierta total de hielo marino se denomina dosel de hielo desde la perspectiva de la navegación submarina.

### Clasificación basada en la edad
Otra clasificación utilizada por los científicos para describir el hielo marino se basa en la edad, es decir, en sus etapas de desarrollo. Estas etapas son: hielo nuevo, nilas, hielo joven, primer año y viejo.

### Fuerzas motrices
Mientras que el hielo rápido es relativamente estable (porque está adherido a la costa o al lecho marino), el hielo a la deriva (o pack) sufre procesos de deformación relativamente complejos que, en última instancia, dan lugar a la típica gran variedad de paisajes del hielo marino. El viento es la principal fuerza motriz, junto con las corrientes oceánicas. También se han invocado el fuerza Coriolis y la inclinación de la superficie del hielo marino. Estas fuerzas motrices inducen un estado de tensión dentro de la zona de hielo a la deriva. Un témpano de hielo que converge hacia otro y empuja contra él generará un estado de compresión en el límite entre ambos. La capa de hielo también puede sufrir un estado de tensión, lo que provoca divergencia y apertura de fisuras. Si dos témpanos se desplazan lateralmente uno al lado del otro sin dejar de estar en contacto, se creará un estado de cizallamiento.

### Deformación
La deformación del hielo marino es el resultado de la interacción entre los témpanos de hielo, al ser impulsados unos contra otros. El resultado puede ser de tres tipos de características: 1) Hielo en hilera, cuando un trozo se sobrepone a otro; 2) Crestas de presión, una línea de hielo roto que se fuerza hacia abajo (para formar la quilla) y hacia arriba (para formar la vela); y 3) Mojón, un montículo de hielo roto que forma una superficie irregular. Una cresta de cizallamiento es una cresta de presión que se formó bajo cizallamiento - tiende a ser más lineal que una cresta inducida sólo por compresión. Una cresta nueva es una característica reciente - es de cresta aguda, con su lado inclinado en un ángulo superior a 40 grados. Por el contrario, una cresta envejecida es aquella que tiene una cresta redondeada y cuyos lados se inclinan menos de 40 grados. Stamukhi son otro tipo de amontonamiento, pero estos se apoyan en el suelo y, por tanto, son relativamente estacionarios. Son el resultado de la interacción entre el hielo rápido y el paquete de hielo a la deriva.
El hielo plano es el hielo marino que no se ha visto afectado por la deformación y, por tanto, es relativamente plano.

## Dos banquisas
Existen dos banquisas que ocupan una parte variable del océano: una en el Ártico y otra alrededor del continente antártico:
- La banquisa antártica desaparece en su mayor parte durante diciembre y se vuelve a formar en el invierno austral, alcanzando una extensión equivalente a la del continente. En septiembre alcanza los 18,8 millones de km², mientras que en marzo es de sólo 2,6 millones de km².
- La banquisa ártica ha venido siendo permanente, fundiéndose cada año las partes más próximas a los continentes circundantes, época aprovechada para la circunnavegación incompleta del océano Ártico. En marzo alcanza los 15 millones de km² y en septiembre los 6,5 millones de km².

Durante los varios siglos que los navegantes trataron de encontrar el llamado paso del Noroeste (Northwest Passage en inglés) al norte del Canadá, se han podido comprobar distintas fluctuaciones de la cantidad de hielo, alcanzando en varios años niveles mínimos y recuperándose después. No está claro si existe un proceso de derretimiento continuo del hielo ártico o solo corresponde a niveles fluctuantes durante ciclos cada vez más largos. Este paso del Atlántico al Pacífico y viceversa queda algunos años libre de hielo lo que permite abrir, por breve tiempo, la navegación marítima. Sin embargo, la mayoría de las veces requiere barcos rompehielos. Aunque el satélite Cryo Sat, de la ESA (European Space Administration), que mide el espesor de la banquisa, mostró a finales de 2013 una recuperación del volumen del hielo oceánico ártico de un 30% respecto a los años inmediatamente anteriores, la NASA, que mide la extensión superficial del hielo ártico, ha encontrado una tendencia consistente de reducción desde hace décadas. La tendencia es a una extensión menor cada año, al final de la época estival, que se estima que se traducirá en una ausencia total de banquisa en esas fechas dentro de pocas décadas, lo que debería tener importantes consecuencias para el clima global, principalmente por la reducción del albedo en el verano boreal.

## Ecología
Muchos organismos aparecen vinculados a la banquisa. Los osos polares vagan sobre la banquisa ártica, y muchos peces, focas y crustáceos (krill) forman una cadena trófica que arranca de las algas que crecen bajo el hielo, en un ambiente muy constante y enriquecido en nutrientes especialmente favorable para la vida marina.

## Climatología
Las consecuencias ambientales de la evolución de las banquisas no se restringen a sus efectos sobre la biota marina, sino que afectan al régimen climático global de dos maneras. En primer lugar, la capa de hielo abriga al océano, actuando como un aislante que restringe el flujo de calor del mar a la atmósfera: océano y atmósfera forman un sistema acoplado que regula la distribución de calor en el planeta. En segundo lugar, el blanco hielo de la banquisa, aunque delgado, es altamente reflectante, contribuyendo significativamente al albedo planetario (la proporción de radiación solar devuelta al espacio por reflexión), uno de los parámetros que más influyen en la evolución del clima global. La actual disminución estacional del albedo en los polos debería contribuir así al calentamiento global, en un caso de retroalimentación positiva simétrico al que se produce en los períodos climáticos glaciales, cuando la extensión de los casquetes y de la banquisa acentúa precisamente el enfriamiento.
Hay razones para suponer que en un período de la historia del planeta, hace unos 700 millones de años, el clima fue tan frío como para que una gruesa banquisa permanente cubriera una parte importante de los océanos, excluyendo los mares y océanos de la zona intertropical (recordemos que la aparición de la vida sobre la Tierra ocurrió en zonas de clima cálido correspondientes a los continentes y mares ubicados en las bajas latitudes, por lo que plantas semejantes a aquellas, como los helechos arbóreos, todavía crecen en las mismas áreas). El caso de las minas de carbón en las islas Spitzberg (o Svalbard) es distinto porque esas minas de carbón se formaron a partir de árboles que ahora no existen en la zona. La razón está en el movimiento de las placas tectónicas que desplazaron a dichas islas mucho más al norte de donde estaban durante el período carbonífero. Tampoco es señal de que el clima en la zona donde se ubican dichas islas se haya vuelto más frío con el tiempo, ya que los datos que tenemos acerca de ello nos indican un proceso opuesto: el clima en las islas Spitzberg se ha venido haciendo más cálido desde finales de la Era Terciaria, con la influencia beneficiosa de la corriente del Golfo, cuando hace unos 3 millones de años el istmo centroamericano se levantó para separar el mar Caribe del océano Pacífico y como consecuencia de ello, dicha corriente, que antes se escapaba hacia el océano Pacífico a través de los pasos que existían en la zona (principalmente en Panamá y entre Costa Rica, Nicaragua y México) se dirigía hacia el golfo de México para regresar hacia el Atlántico a través del estrecho de La Florida.

## Presencia fuera de la Tierra
Se ha especulado con la existencia de otros elementos y compuestos en forma de océanos y mares en planetas distintos de la Tierra. Los científicos sospechan especialmente de la existencia de "icebergs" de diamante sólido y los correspondientes mares de carbono líquido en los planetas gigantes de hielo, Neptuno y Urano. Esto se debe a la presión y el calor extremos en el núcleo, que convertirían el carbono en un fluido supercrítico.

## Véase también

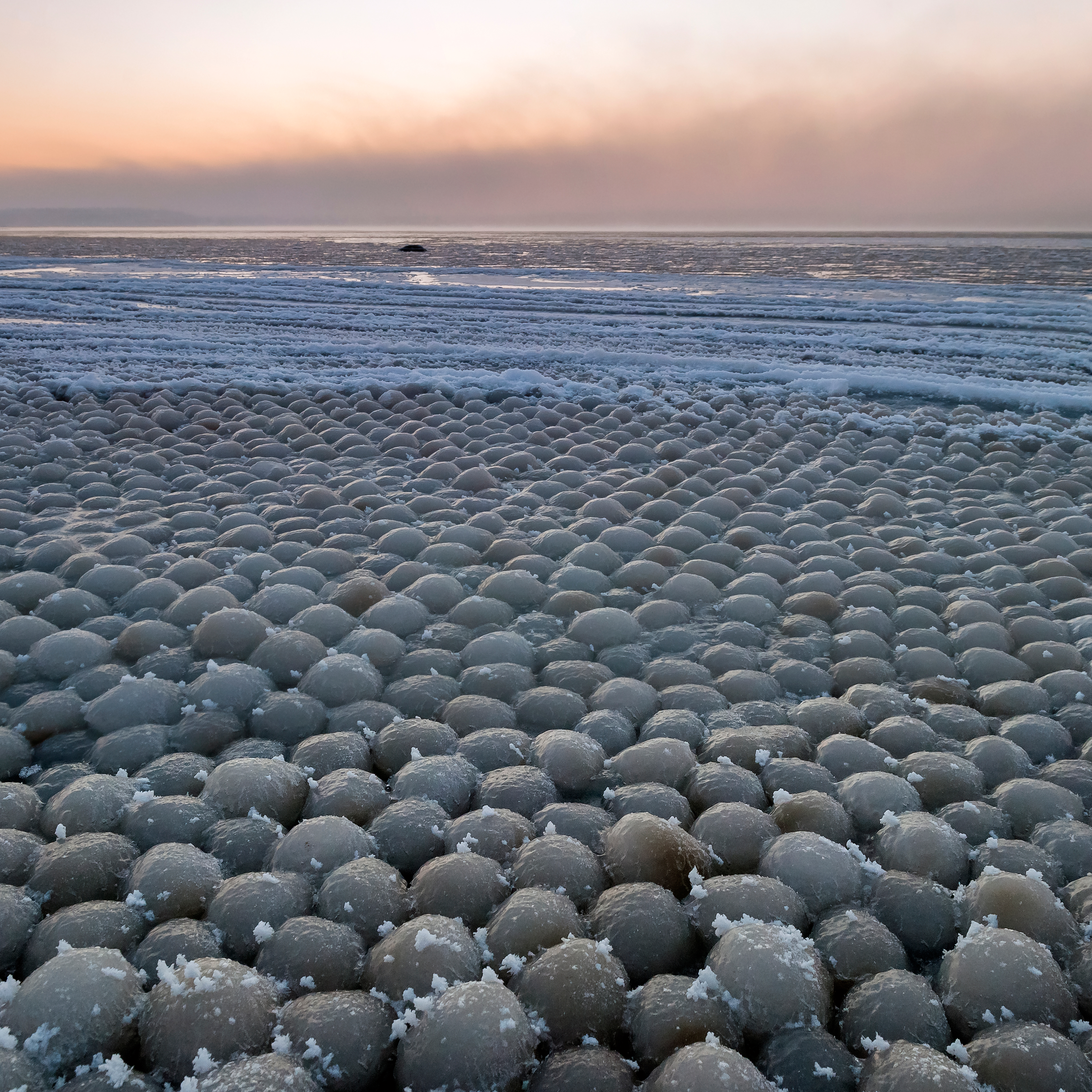
Fenómeno raro - la formación de hielo en bola. Playa de Stroomi, Tallin, Estonia.

### Tipos o características del hielo
- Hielo a la deriva
- Hielo fijo
- Hielo graso
- Iceberg
- Hielo panqueque
- Polinia (glaciología)
- Hielo aguanieve
- Sastrugi

### Física y química
- Disminución del hielo marino ártico
- Hielo
- Cristales de hielo
- Hielo Ih
- Agua de mar

### Ciencias aplicadas y trabajos de ingeniería
- Rompehielos